# Ordem Paralímpica
A Ordem Paralímpica é a maior condecoração do Movimento Paralímpico, criada em 1994. Os agraciados recebem uma medalha com o logotipo do Comitê Paralímpico Internacional. A Ordem Paralímpica é concedida a indivíduos por contribuições particularmente distintas ao Movimento Paralímpico.
Antes de 2003, a Ordem Paralímpica era distribuída em três categorias: Ouro, Prata e Bronze.

## Brasileiros agraciados
Após os Jogos Paralímpicos do Rio de Janeiro, três medalhas foram entregues ao Brasil: a primeira aos cidadãos do Rio de Janeiro e do Brasil, a segunda aos representantes do governo do Rio de Janeiro e a terceira aos funcionários e voluntários Jogos Paralímpicos de 2016, pelo apoio à realização dos Jogos.

O anúncio foi feito durante o encerramento dos Jogos, pelo então presidente do Comitê Paralímpico Internacional, Philip Craven:
“Em Jogos com muitas medalhas de ouro, tenho uma última medalha para entregar. O Conselho Diretivo do IPC decidiu por unanimidade que amanhã concederei ao povo do Rio e do Brasil, a Ordem Paraolímpica, a mais alta honraria que uma pessoa ou grupo de pessoas pode receber, pelo seu notável apoio aos Jogos Paraolímpicos Rio 2016. Bem-vindos como membros do Movimento Paraolímpico. Muito Obrigado, Cariocas.”